# 喬·休威爾
約瑟夫·惠勒·休威爾（英語：Joseph Wheeler Sewell，1898年10月9日—1990年3月6日），為美國職棒大聯盟的內野手。生涯曾效力過印地安人與洋基兩隊，他於1977年入選名人堂。
休威爾以極為出色的選球和確實擊球能力聞名。他生涯一共才吞下114次三振，平均每62.6個打數才會被三振一次，僅次於基勒，而若是以打席數計算的話，休威爾的排名則是第一，他每73.06個打席才會領到一次三振。他在職業生涯曾經連續115場比賽沒有吞下任何一次三振，迄今仍是大聯盟紀錄。休威爾在他的棒球生涯中，平均每選到7.39次保送才會被三振一次，在大聯盟歷史上遙遙領先，第二名的麥格勞僅有5.39，若是只考慮活球年代的選手，第二名的寇克蘭是3.95，幾乎只剩休威爾的一半。

## 職業生涯
1920年8月16日，大聯盟發生了一起悲劇。印地安人隊的游擊手雷·查普曼在比賽中被洋基隊投手卡爾·梅斯的觸身球擊中頭部不治身亡。加上接替的游擊手Harry Lunte表現未能達到球隊預期，因此印地安人在9月10日將休威爾拉上大聯盟。而印地安人也在這一年拿下世界大賽冠軍。1921年，他的打擊率為3成18，101次得分與93分打點。
休威爾的選球能力非常好，從1925年之後，他的單季被三振數就再也沒有超過10次。生涯7132個打席僅僅被三振114次，平均每62.6個打數才被三振一次僅次於威利·基勒(63.1)。他在1932年創下單季只被三振3次的大聯盟紀錄，而他也在這一年擊出11轟為生涯新高。
休威爾也達成了連續出賽1103場比賽的紀錄，在當時僅次於艾佛瑞特·史考特。而他在1932年創下的平均167.7個打席才被三振一次至今仍是大聯盟紀錄。
休威爾生涯打過2次世界大賽，分別在1920年與1932年，而這兩年的世界大賽他也都贏了下來。1977年，他經由名人堂資深委員會推薦入選名人堂。

## 個人生活
休威爾的兩個弟弟Luke和Tommy都是大聯盟球員。其中Luke更是在大聯盟打了20個球季，他也曾帶領布朗隊在1944年拿下美聯冠軍。休威爾的表弟瑞普·休威爾也是大聯盟球員，同時也是「小便球」的發明者。
退休之後，休威爾擔任球隊的球探，繼續找尋更多潛力好手。
休威爾去世之後，其故鄉埃爾莫爾縣在當地高中設置獎學金，頒發給成績優秀與運動傑出的學生。

## 外部連結
- 球員資訊和成績在MLB ，ESPN ，Retrosheet ，Baseball Reference ，Baseball Reference (Minors) ，Fangraphs ，The Baseball Cube （英文）